# Frederico (São Tomé)
Frederico é uma aldeia de São Tomé e Príncipe, localiza-se no Distrito de Lembá, ilha de São Tomé, próxima às localidades de Claudina e de Dona Amélia.